# 道化カラバシーリャス (プラド美術館)
『道化カラバシーリャス』（どうけカラバシーリャス、西: El bufón Calabacillas、英: The Jester Calabacillas）は、スペインのバロック絵画の巨匠ディエゴ・ベラスケスが1635-1639年にキャンバス上に油彩で制作した肖像画である。モデルの人物は、フェリペ4世の宮廷にいた道化の「ドン・フアン・マルティン・マルティン (Don Juan Martín Martín) 」、または「フアン・デ・カラバーサス (Juan de Calabazas) 」、または「カラバシーリャス (Calabacillas) 」で、彼にはさらに「ビスコ (Bizco)」という渾名があった。作品は現在、マドリードのプラド美術館に所蔵されている。なお、プラド美術館にある本作に加え、米国のクリーブランド美術館にも同名の作品が所蔵されている。

## 背景
近代ヨーロッパにおいては、ほとんどの宮廷や貴族の邸宅に「楽しみを与える人々」(ヘンテス・デ・プラセール、西: Gentes de placer) と呼ばれる職業の人々が存在した。道化や短身、狂人、奇形などの人々で、スペインにおいてはカトリック両王の時代から18世紀初頭まで王族や貴族のそばに仕えていた。資料によると、16世紀後半からの約150年で123名のそうした人々がマドリードの宮廷内にいたとあり、ベラスケスが王付き画家として宮廷にいた40年たらずの間にも50人以上を数えた。
その悲惨な境遇のために一般社会からは締め出されていた彼らは、宮廷ではペットのように扱われたものの、衣服、靴、食事、宿泊所、小遣いを与えられ、家族同様にも遇されていた。王侯・貴族は彼らの狂言、狂態、身体、愚純を笑って暗澹たる生活の慰安を見出したのである。彼らだけは、礼儀作法を無視して公・私両面で王族と自由に付き合えた人物であり、聖・俗という宮廷2極構造の俗を代表していた存在である。スペインではアントニス・モル、フアン・サンチェス・コターン、フアン・バン・デル・アメンといった画家たちが彼らの姿を描いているが、彼らをもっとも好んで描き、制作した絵画の点数も多い画家はベラスケスである。それらの作品が制作された時期は画家が第1回目のイタリア旅行から帰国してからである。

## 作品

ディエゴ・ベラスケス『道化カラバシーリャス (クリーブランド)』 (1631-1632年ごろ)、クリーブランド美術館

道化カラバシーリャス  (カラバーサス) は枢機卿フェルナンド・デ・アウストリアに仕えていたが、1632年からフェリペ4世に付きとなった小人で、1639年に亡くなっている。王室資料によれば、肉、魚の日の食事代が記録され、かなり厚遇されていたらしい。画面の床には彼の名前である「カラバーサス」 (スペイン語で「ヒョウタン」を意味し、「愚純」をも意味する) が2個置かれ、足元のグラスが彼の酒好きを物語る。斜視の黒々とした瞳は異様に力強い。彼には精神的な病気があり、しばしばチック症で両手をこすり合わせていた。しかし、ベラスケスは彼が比較的落ち着いた状態で描き、王であろうと道化であろうとすべての人に平等な尊厳を与える画家の姿勢を見せている。
この作品はまた、ベラスケスの最も革新的な肖像画である。人物は、肖像画には予期されない、蹲ったポーズ、手の仕草で高い視点から描かれている。さらに、疎外感を強調する彼の身振り、肖像画にしては鑑賞者の心をかき乱す表情、同時に鑑賞者と交流する表情、興味を引くヒョウタンの描きこみ、部屋の片隅という、人物を孤立化させながらも、直接、鑑賞者を彼に対面させる設定が本作を革新的なものとしている。
1700年に、本作は『バリェーカスの少年』、『道化セバスティアン・デ・モーラ』 (両作ともプラド美術館) とともに狩猟塔（トッレ・デ・ラ・パラーダ）にあったことが記録されている。1700年の目録では、「フランドル風のレース飾り」と特筆されているように、ベラスケスの自由な筆触は卓抜である。この絵画は、18世紀には『笑う小人』と題されたが、ベラスケスがこの種の顔の表情を描いた非常に数少ない肖像画の例である。王家や貴族の人物を笑顔とともに描くことは禁じられていたのである。